# Christophe Nicolas
Pour l’article homonyme, voir Christophe Nicolas (auteur).
Christophe Nicolas est un animateur de radio français.
Après être passé par Sud Radio, Europe 1, RTL et Nostalgie, il présente depuis le 8 octobre 2007 Le Grand Morning sur RTL2, avec successivement Alessandra Sublet jusqu'au 3 juillet 2008, Agathe Lecaron du 25 août 2008 à fin juin 2013, Louise Ekland de la rentrée 2013 à juin 2014 et Stéphanie Renouvin de la rentrée 2014 à la fin juin 2016.
En décembre 2016, il rejoint RFM en tant que joker du meilleur des réveils pendant les vacances.
Il remplace Stéphanie Loire à la matinale de Chérie FM à la rentrée 2018.